# Sinfonía n.º 1 (Chaikovski)

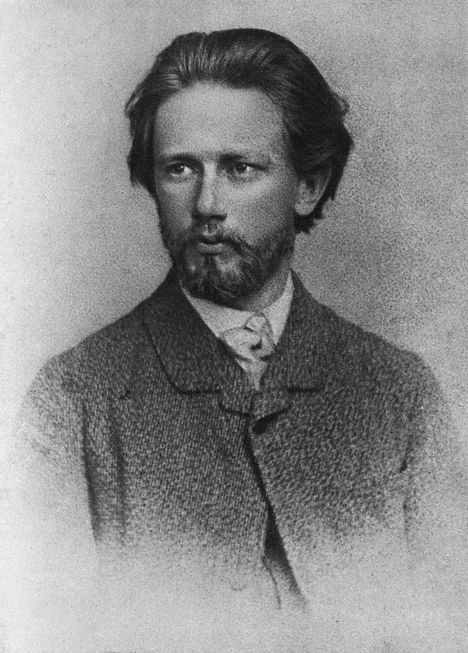
Chaikovski с. 1870.

La Sinfonía n.º 1 en sol menor, Op. 13, también conocida como "Sueños de invierno" o en ruso Зимние грёзы, Zimniye gryozy, fue compuesta por Piotr Ilich Chaikovski en 1866. La primera interpretación en público tuvo lugar en 1868 y después, en una nueva versión, en 1886. 

## Historia
Chaikovski se graduó en el Conservatorio de San Petersburgo a los 25 años. Por recomendación de su profesor Antón Rubinstein se trasladó en 1866 al nuevo Conservatorio de Moscú, donde obtuvo la cátedra de Armonía y, al mismo tiempo se convirtió en estudiante del director del Conservatorio, Nikolái Rubinstein, hermano de Anton. 
El 15 de febrero de 1868 se realizó la primera ejecución pública de la primera sinfonía, a la que dio el subtítulo Sueños de invierno (o ensueños de invierno), puesto que la composición describía en su programa escenas de paisajes bien definidos del invierno. La actuación, llevada a cabo por Nicolai Rubinstein, a quien fue dedicada la obra, fue un éxito. 
Chaikovski, muy exigente y crítico con su propio trabajo, deseaba tener más tiempo para revisar la partitura, efectuando cortes hasta llegar a una primera revisión en 1874, seguida por otras hasta la primera ejecución pública de la versión final de la sinfonía en 1886. 
La sinfonía, muy querida por el maestro, no tuvo una gran reputación y fue olvidada hasta los años setenta del siglo XX. Considerada una obra temprana e inmadura, ha adquirido mayor notoriedad el segundo movimiento (adagio cantabile), que a menudo se interpreta por separado y se considera una página de intensa emoción.

### Composición

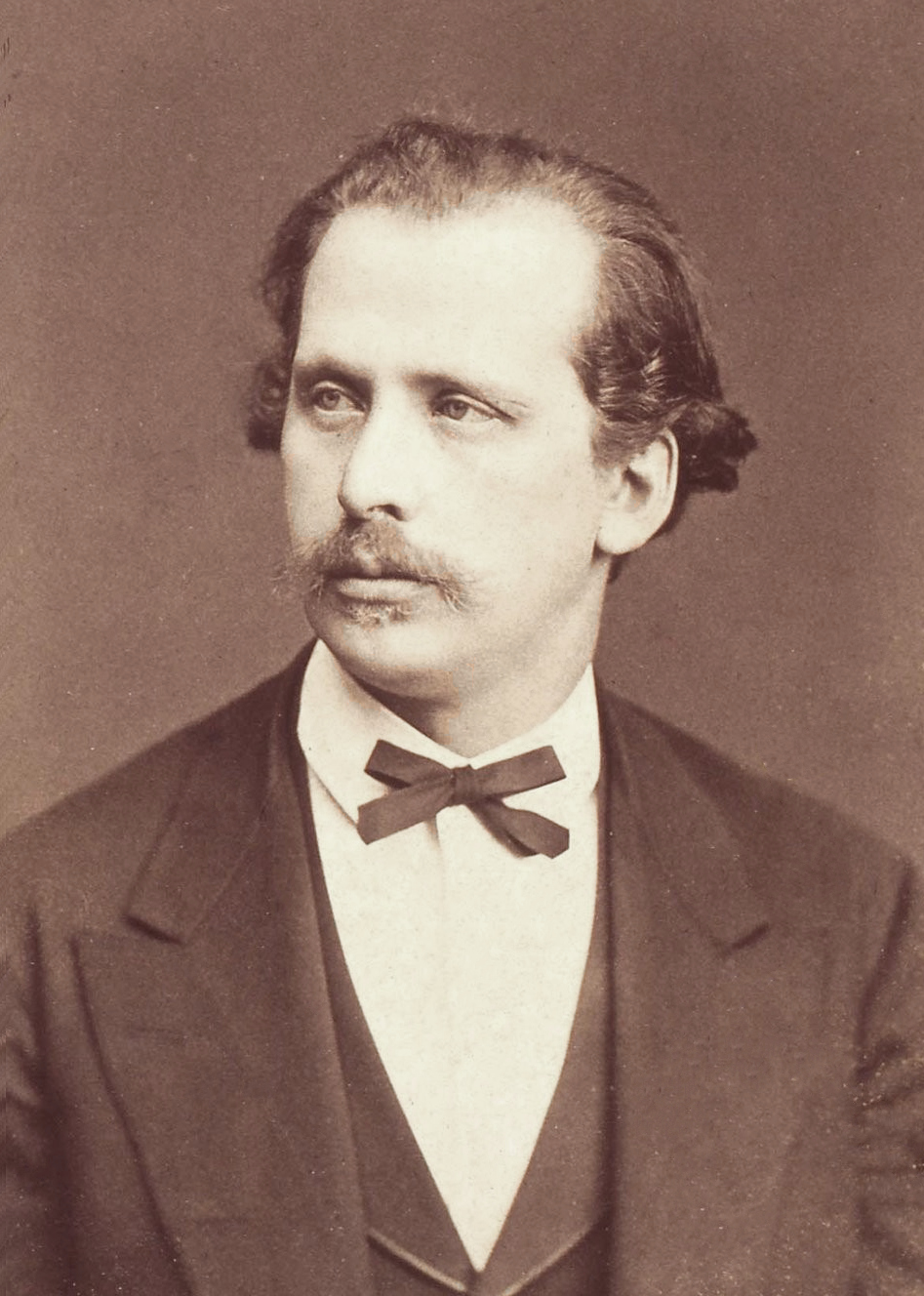
Nikolái Rubinstein 1872, dedicatario y creador de la obra.

En marzo de 1866, Chaikovski comenzó a trabajar en la sinfonía, cuya composición sería su principal preocupación hasta finales de año. Su hermano Modesto afirmó que ninguna de sus obras le causó más trabajo y sufrimiento que esta. Nada se sabe de las primeras etapas de la composición, excepto que a principios de mayo, iba "lentamente". La tensión nerviosa afectó a la salud del compositor: dormía mal y sufría ataques nerviosos extremadamente angustiosos. En una carta a su hermano Anatole fechada el 7 de mayo, escribió:
   “Mis nervios están completamente fuera de control otra vez. Las razones son las siguientes:
1. las dificultades para componer la sinfonía;
2. Rubinstein y Tarnovski, al darse cuenta de lo sensible que soy, dedican su tiempo a enfurecerme;
3. el pensamiento omnipresente de que pronto moriré sin haber tenido tiempo de completar mi sinfonía.

   Estoy esperando el verano y Kamenka como una tierra prometida. Desde ayer ya no tomo vodka, vino ni té fuerte. Odio a la humanidad y me gustaría retirarme a un desierto. Ya saqué mi billete de diligencia para el 22 de mayo…”
Contrariamente a sus expectativas, no pudo ir a pasar el verano a la casa de su hermana y su esposo en Kámianka (por entonces conocida como Kamenka, en el actual Raión de Kamianka, Ucrania) pero este último alquiló una dacha no lejos de San Petersburgo donde invitaron al compositor a pasar los meses de junio y julio. Por la noche, tocaba regularmente la Sinfonía italiana de Mendelssohn al piano, las Sinfonías n.º 1 y n.º 3 o El Paraiso y la Peri de Robert Schumann. En este contexto de descanso, su salud parece mejorar y dice en una carta a su hermana Anna Davydova fechada el 19 de junio: “He comenzado la orquestación de mi sinfonía; mi salud está en perfectas condiciones, excepto que recientemente estuve trasnochando por haber trabajado demasiado”.
Sin embargo, vuelve a ser víctima de ataques nerviosos durante el día y especialmente por la noche y estos se vuelven tan alarmantes que se llama a un médico a principios de agosto. Este declara al compositor "a un paso de la locura" y expresa dudas sobre sus posibilidades de recuperación. También sufre de entumecimiento en las extremidades de su cuerpo y alucinaciones particularmente aterradoras que lo convencen de dejar de trabajar por la noche, una resolución que mantendrá hasta el final de su vida.
A finales de agosto regresa a San Petersburgo con su sinfonía aún inacabada. Está ansioso por escuchar el veredicto de sus antiguos maestros, Nikolái Rubinstein y Zaremba, sobre lo que ha compuesto hasta ahora, pero queda amargamente decepcionado porque rechazan la pieza y se niegan a tocar extractos de ella en un concierto de la Sociedad Musical Rusa.
El 3 de septiembre, Chaikovski está en Moscú para asegurar la reanudación de las lecciones de las que es responsable en el conservatorio de la ciudad. Descuidó su sinfonía durante algún tiempo, especialmente desde que Rubinstein le encargó una obertura sobre el himno danés con motivo de la visita del zarevich y su esposa danesa. El 24 de noviembre completó la obertura y reanudó el trabajo en su sinfonía. Volvió a realizar un viaje a San Petersburgo durante las vacaciones de Navidad para recabar la opinión de Rubinstein y Zaremba sobre la partitura revisada: aunque el adagio y el scherzo fueron mejor recibidos, toda la sinfonía seguía considerándose indigna de cualquier ejecución pública.

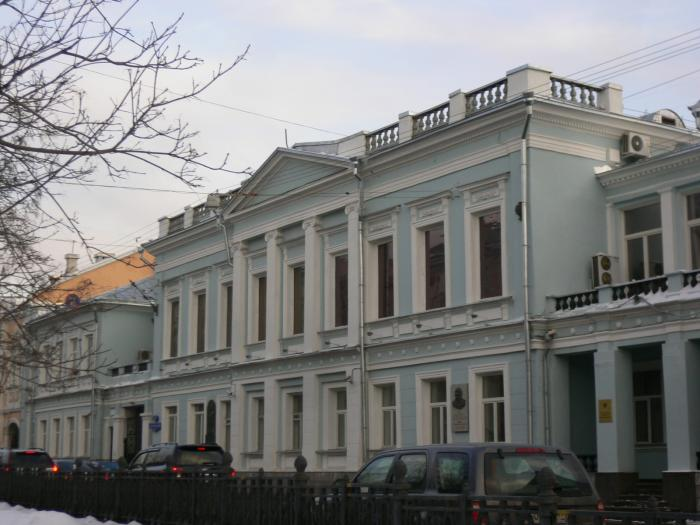
Moscow, Rozhdestvensky Boulevard 12, palacio de Nadezhda von Meck

Sin embargo, Nikolai Rubinstein estrenó el scherzo de la sinfonía durante un concierto de la Sociedad Musical Rusa el 22 de diciembre en Moscú, pero sin mucho éxito según su hermano Modesto. Y es de nuevo Nikolái quien dirige el adagio y el scherzo el 23 de febrero de 1867 en San Petersburgo. Anatole, uno de los hermanos del compositor, informó a este último que "los aplausos fueron satisfactorios aunque no hubo un bis para el compositor". La prensa de San Petersburgo lamenta, en la pluma de un tal “A.D.”, que la recepción no haya sido más calurosa y dice: “[la sinfonía] tiene méritos indiscutibles. Es melodiosa en grado sumo y muy bien instrumentada”.
Pasó otro año antes de que la sinfonía se estrenara en su totalidad en un concierto de la Sociedad Musical Rusa el 15 de febrero de 1868 en Moscú, nuevamente dirigida por Nikolái Rubinstein (dedicatario de la obra). En esta ocasión, el compositor tiene la satisfacción de constatar que su sinfonía está teniendo “un gran éxito, en particular el adagio”. Un amigo del compositor, Kachkine, testifica que "la acogida del público fue tan calurosa que incluso superó todas nuestras esperanzas". Y sin embargo, la siguiente interpretación no tendrá lugar hasta quince años después, el 1 de diciembre de 1883 en Moscú bajo la dirección de Max Erdmannsdörfer. The Russian News del 2 de diciembre celebra el evento proclamando: “Esta es una sinfonía auténticamente rusa. En cada compás, uno siente que solo podría haber sido escrito por un ruso. Es un contenido puramente ruso lo que el compositor quiso dar a esta forma desarrollada en el extranjero”.
Mientras tanto (en 1874), Chaikovski revisó la sinfonía para establecer una versión definitiva. Pero las modificaciones son bastante pocas: el scherzo permanece sin cambios y se hacen algunos pequeños cortes en el movimiento lento y el final. La única corrección notable está en el primer movimiento donde el compositor reemplaza la primera parte del segundo tema con una sección completamente nueva (compases 137 a 189 de la partitura publicada) que presenta, para Brown, "un lirismo más generoso y más coloración tonal.”
Hasta el final de su vida, Chaikovski conservó un gran afecto por su primera sinfonía, como lo demuestran las pocas líneas que dirigió a su mecenas Nadezhda von Meck en 1883: "Aunque adolece en muchos aspectos de una evidente inmadurez, sin embargo, en el final tiene más sustancia y resulta mucho más lograda que muchas de mis obres posteriores”.

## Estructura y análisis
La sinfonía consta de cuatro movimientos: 
- I. Sueños de un viaje de invierno. Allegro tranquillo, en sol menor 2
4
- II. Tierra de desolación, tierra de nieblas. Adagio cantabile ma non tanto, en mi bemol mayor 4
4
- III. Scherzo. Allegro scherzando giocoso, en do menor 3
8
- IV. Finale. Andante lúgubre – Allegro maestoso, en sol menor – sol mayor 4
4

La interpretación de la obra dura aproximadamente entre 39 y 45 minutos. 

### I.Sueños de un viaje de invierno. Allegro tranquillo
El primer movimiento, Sueños de un viaje de invierno. Allegro tranquillo, está escrito en la tonalidad de sol menor y en compás de 2/4. Describe un viaje entre la nieve de las grandes extensiones rusas, donde las noches son tranquilas y reflejan la luz de las estrellas. El tema está lleno de misterio y emoción.

### II.Tierra de desolación, tierra de nieblas.Adagio cantabile ma non tanto
El segundo movimiento, Tierra de desolación, tierra de nieblas. Adagio cantabile ma non tanto, está en mi bemol mayor y en compás de 4/4. Sugiere el lado sombrío del paisaje cuyo tema es la música de una canción en la que la viola y los violines, junto con el oboe continúa en un lamento que nos lleva a un mundo de cuentos de hadas, como el que se describe más adelante en el ballet.

### III.Scherzo. Allegro scherzando giocoso
El tercer movimiento, Scherzo. Allegro scherzando giocoso, está en do menor y en compás de 3/8. Sin subtítulo, recuerda uno de los maestros del vals; se puede imaginar los patinadores que se encuentran haciendo malabarismos con sus patines en medio del hielo. Esta obra fue adaptada de un trabajo anterior, Sonata para piano en do sostenido menor, que fue publicada en una fecha posterior.

### IV.Finale. Andante lúgubre – Allegro maestoso
El cuarto y último movimiento, Finale. Andante lúgubre – Allegro maestoso, está en sol menor y en compás de 4/4. La sinfonía se cierra reflejando motivos procedentes del folclore ruso y, en particular, el tema de la canción rusa "La flor de los jardines".

## Discografía selecta
- Antal Dorati, Orquesta Sinfónica de Londres
- Claudio Abbado, Orquesta Sinfónica de Chicago
- Ígor Markévich, Orquesta Sinfónica de Londres
- Michael Tilson Thomas, Orquesta Sinfónica de Boston
- Herbert von Karajan, Orquesta Filarmónica de Berlín
- Eugene Ormandy, Orquesta de Filadelfia
- Mariss Jansons, Orquesta Filarmónica de Oslo
- Yevgueni Svetlánov, Orquesta Sinfónica Estatal de la URSS
- Yuri Temirkánov, Royal Philharmonic Orchestra
- Bernard Haitink, Orquesta Real del Concertgebouw
- Lorin Maazel, Orquesta Filarmónica de Viena
- Zubin Mehta, Orquesta Filarmónica de Los Ángeles
- Riccardo Muti, New Philharmonia Orchestra
- Neville Marriner, Academy of Saint Martin in the Fields
- Vladímir Yúrovski, Orquesta Filarmónica de Londres
- Neeme Järvi, Orquesta Sinfónica de Gotemburgo
- Mijaíl Pletniov, Orquesta Nacional Rusa